# Réserve naturelle de la Farma
La Réserve naturelle de la Farma (en italien : Riserva naturale Farma) est une zone naturelle protégée située sur les communes de Roccastrada et de Monticiano, en Toscane. Elle se trouve le long du cours de la rivière Farma (it),.

## Territoire
La réserve est située dans la partie nord-est de la province de Grosseto, sur la crête qui sépare le val de la Farma de la vallée de Fosso Lanzo. Elle se trouve dans une zone de hautes collines presque entièrement occupée par des formations boisées, avec des pâturages et des champs cultivés limités.
La Réserve fait partie du site d'importance communautaire (SIC) Val di Farma (code IT51A0003) identifié comme une zone avec « la présence de grandes surfaces forestières parfaitement conservées où les espèces ligneuses rares au niveau régional sont d'une grande importance ».
À l'intérieur se trouve un biotope d'un grand intérêt végétal digne de conservation en Italie, enregistré par le Groupe de Travail pour la Conservation de la Nature de la Société Botanique Italienne et par le « Programme Territorial de Recherche sur les Espaces Naturels à protéger » réalisé par le Conseil national de la recherche et le Ministère (Station Taxus baccata).
Incluse parmi les sites de la Birdlife International en raison de la présence de diverses espèces de rapaces nicheurs et notamment pour le signalement très intéressant de deux couples de Faucon lanier .
À l'intérieur se trouve la Réserve naturelle de Belagaio gérée par l'ASFD de Follonica.

## Galerie

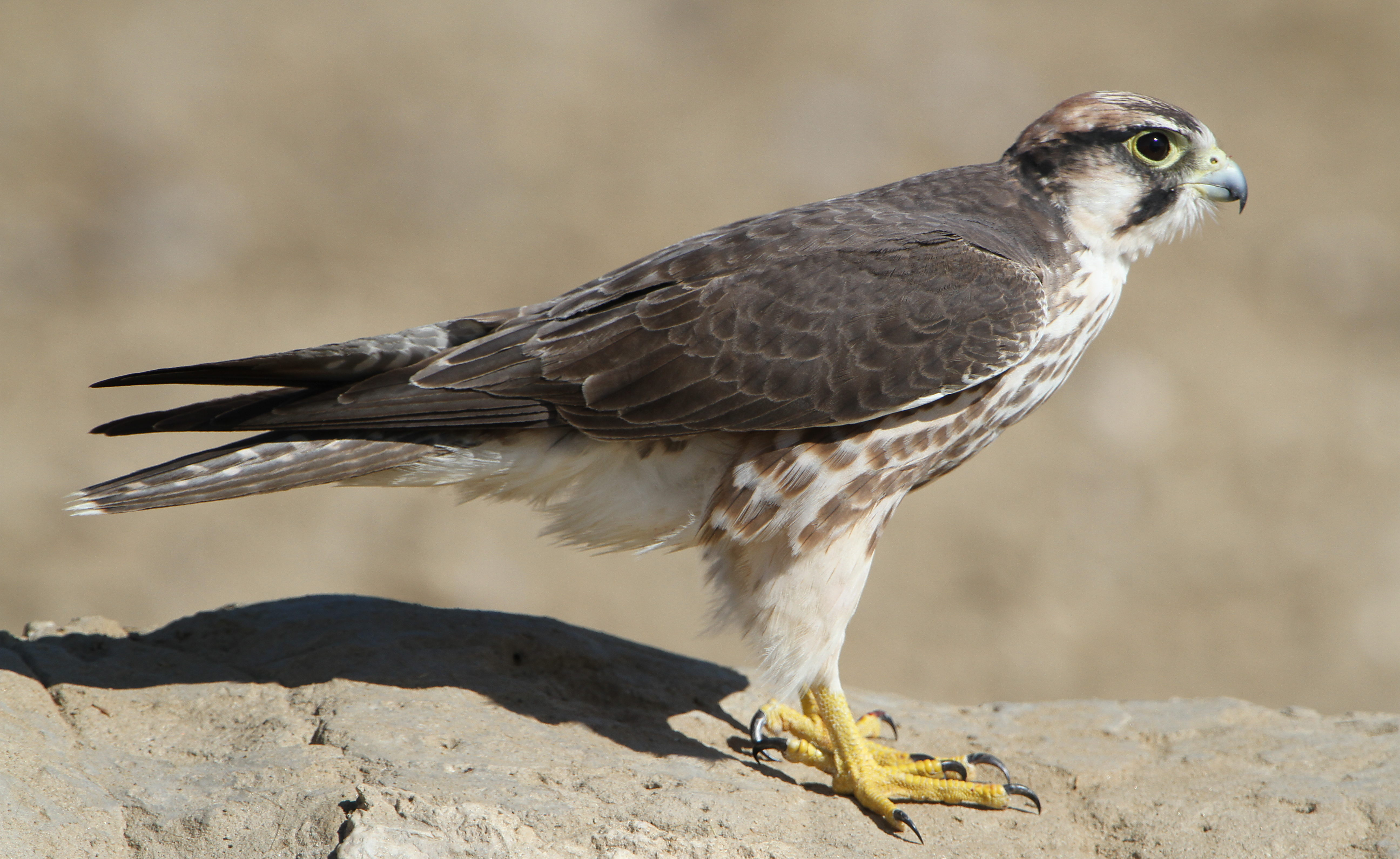
Faucon lanier.